# Сокольников Григорій Якович
Григо́рій Я́кович Соко́льников (рос. Григорий Яковлевич Сокольников, справжнє ім'я Гірш Я́нкельович Брилліа́нт; 15 серпня 1888, місто Ромни, Полтавська губернія, Російська імперія — убитий 21 травня 1939, Верхньоуральський політичний ізолятор міста Тобольська, РРФСР, СРСР) — російський більшовицький революціонер, радянський фінансист і політик єврейського походження. Член 1, 2 та 7-го скликань ЦВК СССР. Член ЦК РСДРП(б) (РКП(б), ВКП(б)) (1917—1919 та 1922—1930). Кандидат у члени ЦК ВКП(б) (1930—1936). Член Вузького складу (Політичного бюро) ЦК РСДРП(б) з 18 серпня по 12 грудня 1917 року. Член Бюро ЦК РКП(б) з 8 березня по 29 липня 1918 року і з 11 по 18 березня 1919 року. Кандидат у члени Політичного бюро ЦК РКП(б) з 2 червня 1924 по 18 грудня 1925 року.

## Життєпис
Народився в єврейській родині аптекаря (лікаря). Закінчив 5-ю класичну гімназію у Москві. Навчався на юридичному факультеті Московського університету, виключений за революційну діяльність.
Член РСДРП з 1905 року.
Учасник російської революції 1905—1907 років та Московського грудневого повстання 1905 року. З весни 1906 року був на нелегальній роботі в Міському районі Москви, член Сокольницького районного комітету РСДРП Москви, член Московського військово-технічного бюро РСДРП.
Осени 1907 року заарештований в Москві, перебував під арештом у Сокольницькій поліцейській дільниці Москви та в Бутирській в'язниці. У лютому 1909 року засланий в село Рибне Канського повіту Єнісейської губернії. У березні 1909 року втік до Москви, а потім перейшов російсько-німецький кордон.
З 1909 по 1914 рік проживав у Парижі (Франція), завідував робітничим клубом «Пролетарій» та навчався в Сорбонні. У 1914 році закінчив юридичний факультет і курс докторату в галузі економіки університету Сорбонна в Парижі. З 1914 по квітень 1917 року проживав у Швейцарії. Співпрацював з емігрантською меньшовицько-ліквідаторською газетою «Наше слово».
У квітні 1917 року разом із Володимиром Леніним через Німеччину повернувся до Росії (див. «Пломбований вагон»).
У 1917 році — член Московського комітету РСДРП(б) та Московського обласного бюро РСДРП(б), член виконавчого комітету Московської ради.
З серпня 1917 року — член виконавчого комітету Петроградської ради, член ЦВК Рад. Був членом редакції більшовицьких газет «Рабочий и солдат», «Рабочий» та відповідальним редактором газет «Пролетарий» і «Рабочий путь». У жовтні 1917 року відповідав за захоплення вокзалів та мостів у Петрограді. З 29 листопада 1917 по 18 травня 1918 року — член редакційної колегії більшовицької газети «Правда». 9 грудня 1917 — січень 1918 року — товариш (заступник) комісара Державного банку РРФСР. З січня 1918 року — член колегії та комісар колишніх приватних банків Народного комісаріату фінансів РРФСР.
З листопада 1917 року — член, з лютого по березень 1918 року — голова Радянської делегації на переговорах з Німеччиною. 15 березня 1918 року підписав Берестейський мир.
З 8 березня по 29 липня 1918 року — член Бюро ЦК РКП(б) у Москві. З 26 квітня по 28 травня 1918 року — член президії Московської ради.
7 травня — 1 червня 1918 року — член президії Вищої ради народного господарства (ВРНГ) РРФСР.
19 вересня — 22 листопада 1918 року — член Революційної військової ради (РВР) 2-ї армії Східного фронту РСЧА. 1 грудня 1918 — 6 жовтня 1919 року — член РВР Південного фронту РСЧА. Одночасно, 2 грудня 1918 — 7 лютого 1919 року — член РВР 9-ї армії Південного фронту.
З 11 по 18 березня 1919 року — член Бюро ЦК РКП(б) у Москві, працював у Організаційному бюро ЦК РКП(б).
16 жовтня 1919 — 20 березня 1920 року — командувач 8-ї армії Південного та Південно-Східного фронтів РСЧА.
У 1920 році — член редакційної колегії газети «Правда» в Москві.
29 липня 1920 — 27 травня 1921 року — голова Туркестанського бюро ЦК РКП(б). У серпні 1920 — 16 серпня 1922 року — голова Туркестанської комісії ВЦВК і РНК РРФСР, уповноважений Комуністичного Інтернаціоналу в Туркестані.
Одночасно, 10 вересня 1920 — 8 березня 1921 року — командувач військ Туркестанського фронту РСЧА.
У листопаді 1921 — 22 листопада 1922 року — член колегії Народного комісаріату фінансів РРФСР. 10 січня — 22 листопада 1922 року — 1-й заступник народного комісара фінансів РРФСР.
22 листопада 1922 — 7 липня 1923 року — народний комісар фінансів РРФСР.
Одночасно, 26 листопада 1922 — 6 березня 1923 року — командувач військ Туркестанського фронту РСЧА.
6 липня 1923 — 16 січня 1926 року — народний комісар фінансів СРСР.
У липні 1924 — липні 1928 року — кандидат у члени виконавчого комітету Комуністичного Інтернаціоналу. У липні 1924 — лютому 1926 року — кандидат у члени президії виконавчого комітету Комуністичного Інтернаціоналу.
16 січня 1926 — 8 травня 1928 року — заступник голови Державної планової комісії при РНК СРСР.
У червні 1928 — листопаді 1929 року — голова правління Нафтосиндикату ВРНГ СРСР.
16 листопада 1929 — 15 жовтня 1932 року — повноважний представник СРСР у Великій Британії.
У березні 1933 — 11 травня 1934 року — член колегії Народного комісаріату із закордонних справ СРСР. 26 травня 1933 — 11 травня 1934 року — заступник народного комісара із закордонних справах СРСР.
З травня 1934 по травень 1935 року — в розпорядженні ЦК ВКП(б), безробітний.
17 травня 1935 — червень 1936 року — 1-й заступник народного комісара лісової промисловості СРСР.
26 липня 1936 року заарештований органами НКВС у справі «паралельного антирадянського троцькістського центру». Засуджений Воєнною колегією Верховного суду СРСР 30 січня 1937 року до 10 років тюремного ув'язнення. Відбував покарання у Верхньоуральському політичному ізоляторі міста Тобольська, де був убитий на замовлення Сталіна і Берії 21 травня 1939 року внаслідок спецоперації НКВС.
13 червня 1988 року реабілітований, 16 грудня 1988 року посмертно поновлений у партії.

## Праці
- Державний капіталізм і нова фінансова політика: Збірник статей. М., 1922.
- Державний кредит у Радянській Росії. М., 1923.
- Проблеми фінансового будівництва. М., 1923.
- Бюджет і валюта. М., 1924.
- Грошова реформа та шляхи її закріплення. М., 1924.
- Від грошового знака до твердої валюти. М., 1924.
- Грошова реформа. М., 1925.
- Осінні заминки і проблеми господарського розгортання. М., 1925.
- Пройдений шлях і нові завдання. М., 1925.
- Радянська фінансова система і завдання радянського будівництва. М., 1925.
- Фінансова політика революції. Т. 1—3. М., 1925-1928 (перевидання в двох томах - М., 2006).
- Основи фінансової системи СРСР. М., 1930.
- Фінансова наука. Т. 1, 2. М., 1930.
- Нова фінансова політика: на шляху до твердої валюти. М., 1991.

## Нагороди
- орден Червоного Прапора